# Struan Stevenson

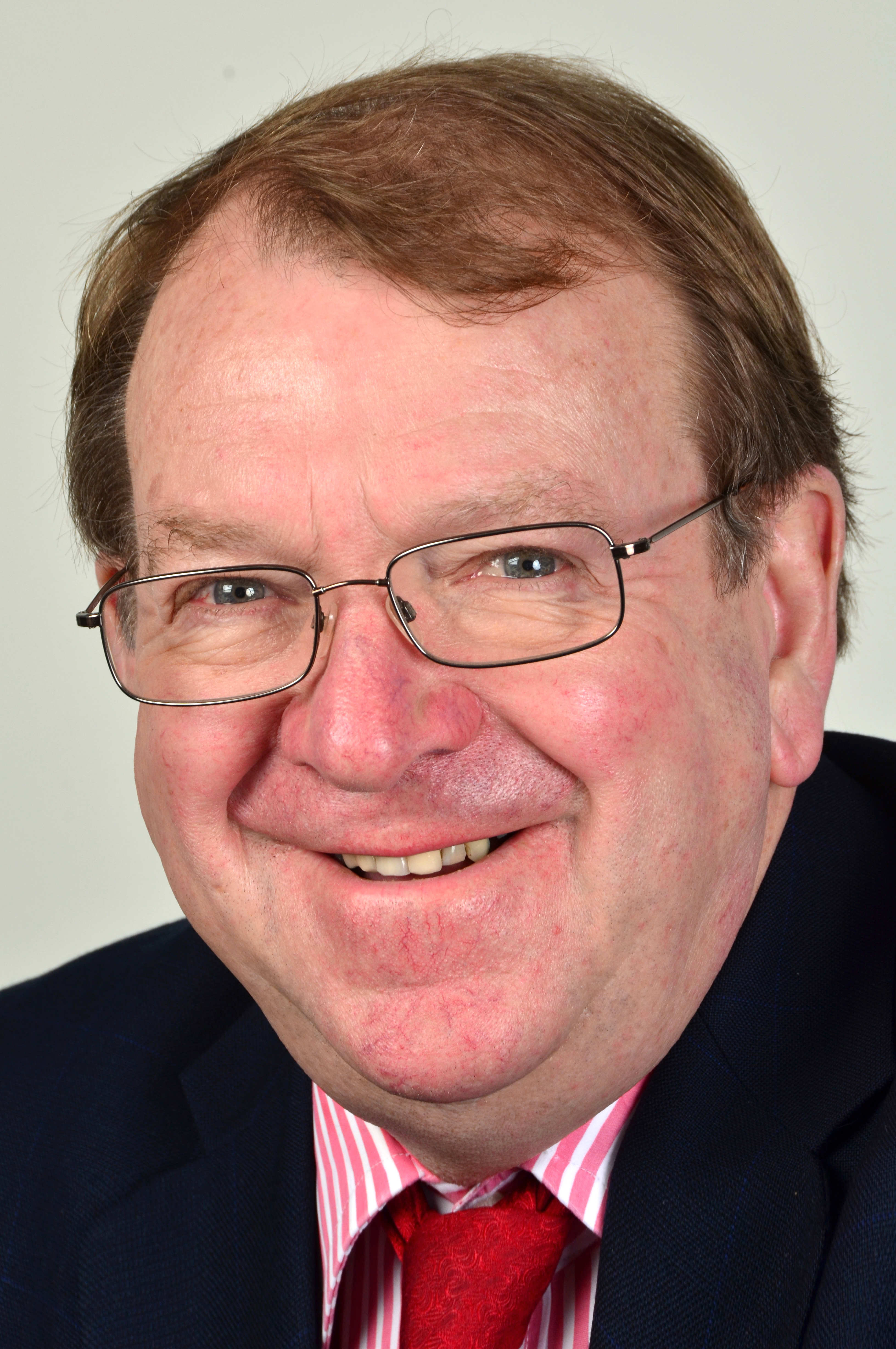
Stevenson, 2014

Struan Stevenson (n. 4 aprilie 1948) este un om politic britanic, membru al Parlamentului European în perioadele 1999-2004 si 2004-2009 din partea Regatului Unit.
1. ↑  Deputații în Parlamentul European